# Elayirampannai
Elayirampannai is een panchayatdorp in het district Virudhunagar van de Indiase staat Tamil Nadu. 

## Demografie
Volgens de Indiase volkstelling van 2001 wonen er 6.354 mensen in Elayirampannai, waarvan 48% mannelijk en 52% vrouwelijk is. De plaats heeft een alfabetiseringsgraad van 62%. 